# 캘리퍼스
캘리퍼스(callipers)는 컴퍼스와 매우 비슷한 도구로, 작은 치수를 잴 때 쓴다.

## 역사
최초의 캘리퍼스는 이탈리아 해안 근처의 그리스 이솔라델질리오에서 발견되었다. 기원전 6세기로 거슬러 올라간다. 나무 조각에는 이미 고정/이동식으로 물리는 부분이 있었다. 드물게 발견되기는 하지만, 캘리퍼스는 그리스와 로마 사람들에 의해 사용되고 있다.
기원후 9세기로 거슬러 올라가면, 중국 신나라 시기에 청동으로 된 캘리퍼스가 분 측정을 위해 사용되었다. 이 기구에는 슬롯과 핀이 포함되어 있었으며 인치와 1/10 인치를 잴 수 있었다.
1/1000 인치까지 읽을 수 있는 버니어 캘리퍼스는 프랑스의 피에르 버니어(Pierre Vernier)가 17세기에 발명하였다. 이는 일반 기계 제작 기술자에게 알맞은 가격에 판매되는, 정확한 측정 기구로서 최초의 실용적인 도구였다.

## 종류
- 내경캘리퍼스 : 다리가 바깥쪽으로 구부러진 캘리퍼스. 파이프의 안지름이나 물체 표면 사이의 거리를 잴 때 쓰임.
- 외경캘리퍼스 : 다리가 안쪽으로 구부러진 캘리퍼스. 파이프의 바깥지름이나 두께를 잴 때 쓰임.
- 양용캘리퍼스 : 외경캘리퍼스와 내경캘리퍼스가 결합된 것.
- 디바이더
- 슬라이드캘리퍼스 :

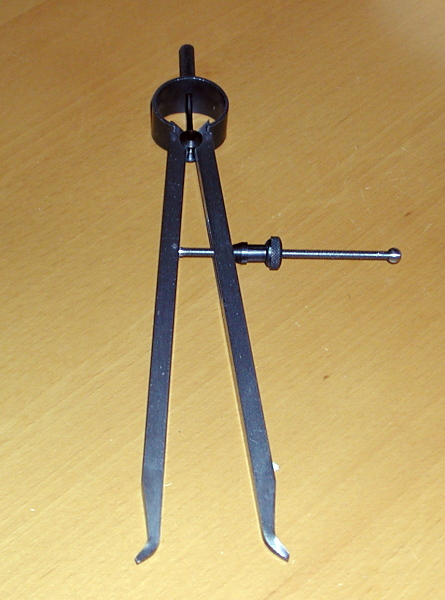
내경캘리퍼스
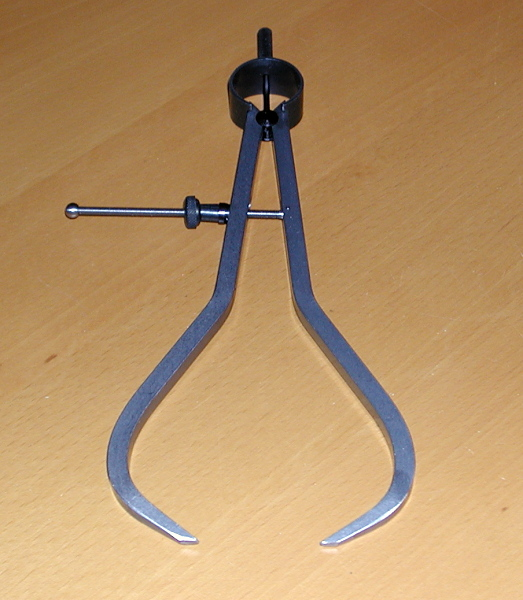
외경캘리퍼스
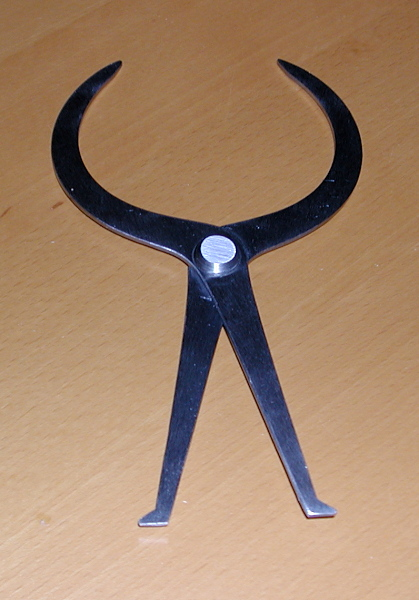
양용캘리퍼스
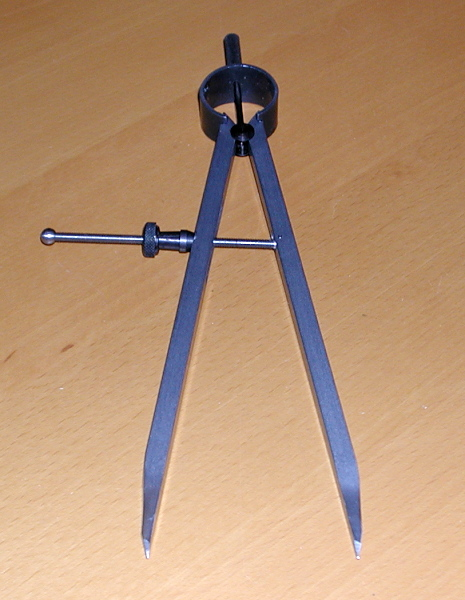
일반 디바이더
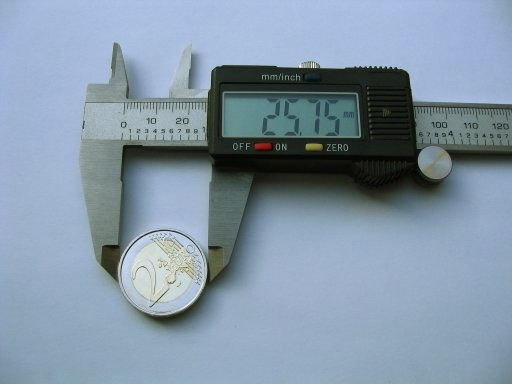
디지털 캘리퍼스
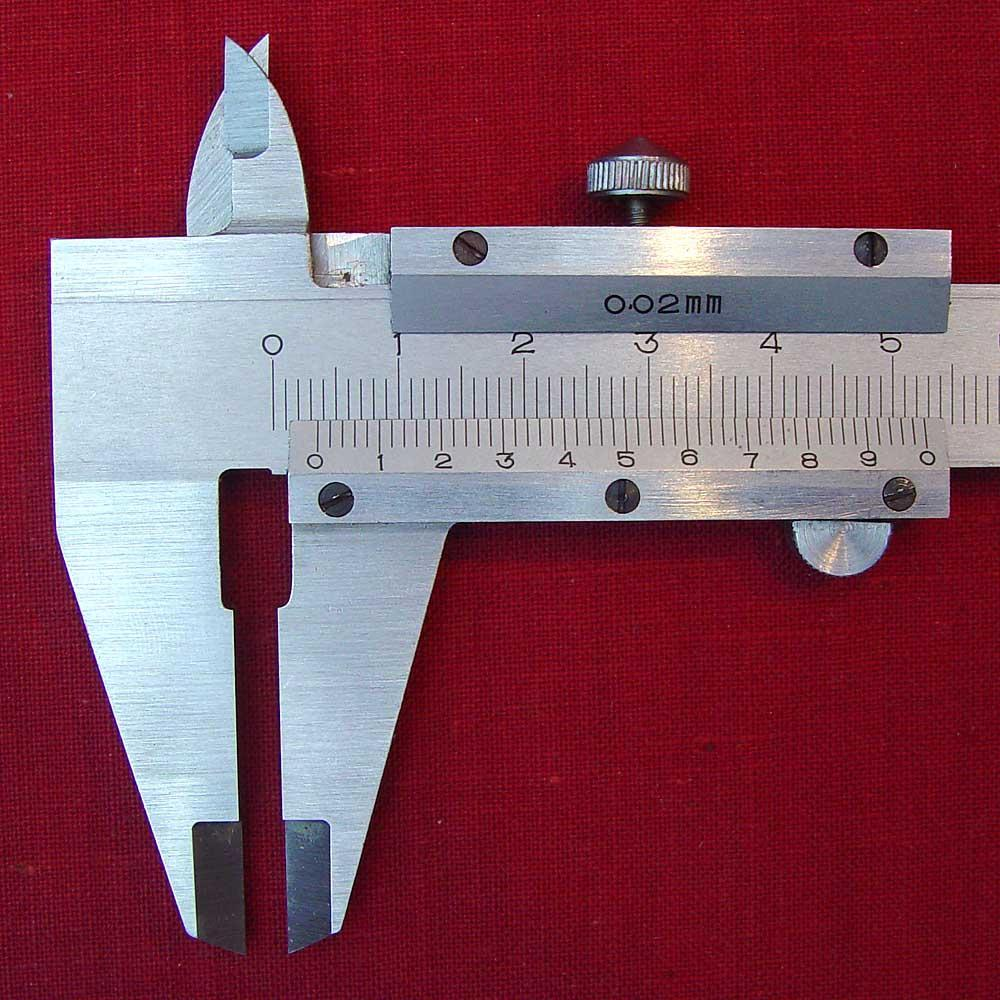
버니어캘리퍼스
버니어캘리퍼스 사용법
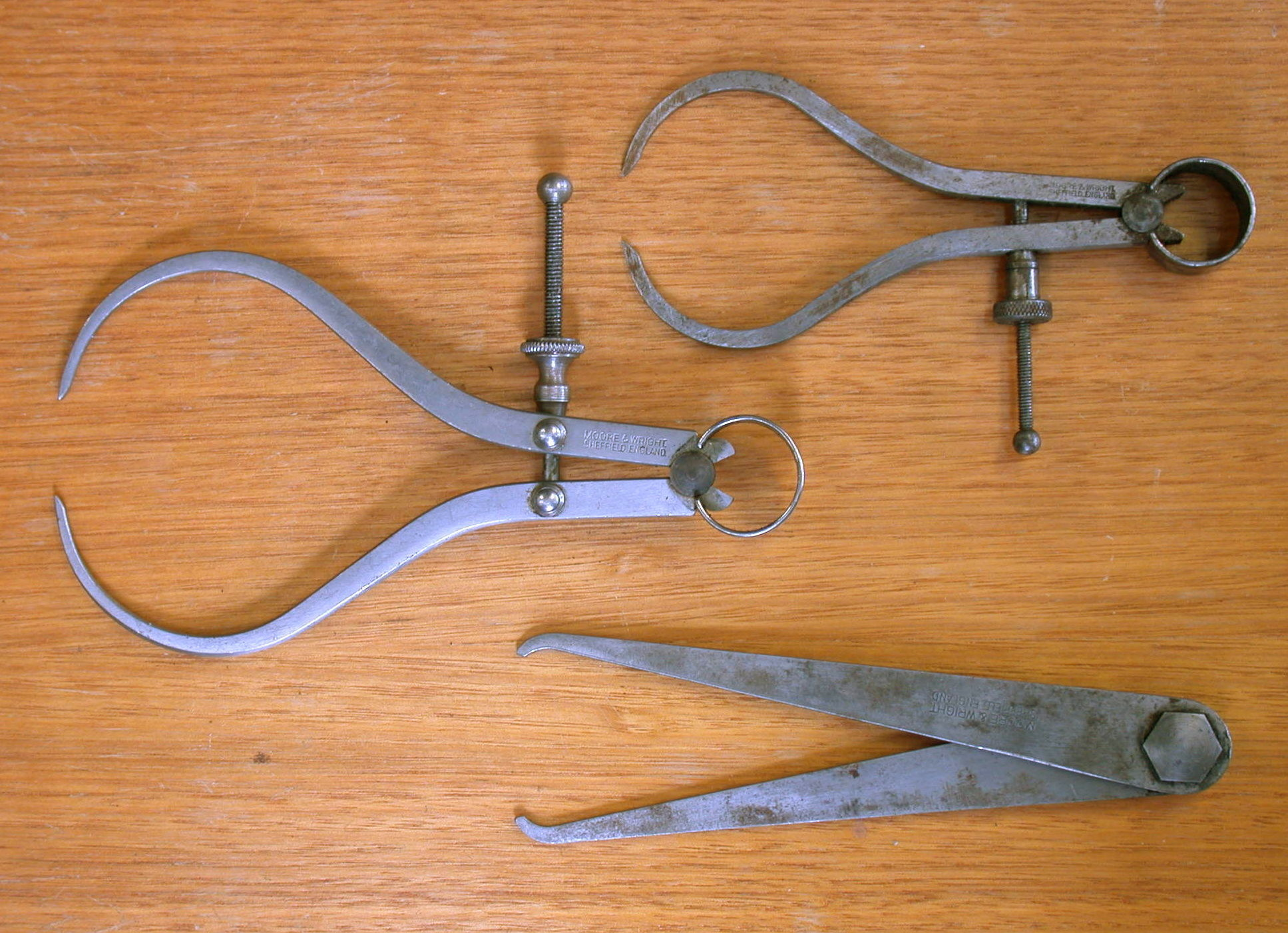
여러 가지 캘리퍼스

## 같이 보기
- 컴퍼스